# Борисов, Николай Иванович
Николай Иванович Борисов (1913—1945) — Гвардии капитан Рабоче-крестьянской Красной Армии, участник Великой Отечественной войны, Герой Советского Союза (1946).

## Биография
Николай Борисов родился 28 апреля 1913 года в Москве в рабочей семье. После окончания восьми классов школы работал на заводе «Динамо», одновременно учась в техникуме на вечернем отделении. В 1934 году вступил в ВКП(б). В 1935—1937 годах проходил службу в Рабоче-крестьянской Красной Армии. В апреле 1942 года был повторно призван в армию. В том же году окончил Ленинградское артиллерийское училище. С января 1943 года — на фронтах Великой Отечественной войны. Участвовал в боях на Юго-Западном, 3-м Украинском, 1-м Белорусском фронтах, освобождении Каменска, Краснодона, Донецка, битве за Днепр, боях на реке Ингулец, освобождении Кишинёва, Висло-Одерской операции. К апрелю 1945 года гвардии капитан Николай Борисов командовал артиллерийской батареей 177-го гвардейского стрелкового полка 60-й гвардейской стрелковой дивизии 5-й ударной армии 1-го Белорусского фронта. Отличился во время штурма Берлина.
16 апреля 1945 года в ходе прорыва мощной линии обороны немецких войск на левом берегу Одера к северо-западу от города Кюстрин (ныне — Костшин-над-Одрой, Польша) батарея Борисова поддерживала штурмовую группу. Ведя прямой наводкой огонь, батарея способствовала успешном её продвижению. 22 апреля 1945 года на подступах к Берлину Борисов лично подбил немецкий танк. Во время боёв в Берлине батарея уничтожила 4 штурмовых орудия, 9 огневых точек, около взвода вражеских солдат и офицеров.
После окончания войны служил в комендантских оккупационных войсках, занимался подвозом провианта городскому населению и патрулированием кварталов и пригородов. 21 октября 1945 года был убит юным фанатиком из гитлерюгенда во время патрулирования улиц в городке Эркнер. Похоронен в том же городке.
Указом Президиума Верховного Совета СССР от 15 мая 1946 года за «образцовое выполнение боевых заданий командования на фронте борьбы с немецко-фашистскими захватчиками и проявленные при этом отвагу и геройство» гвардии капитан Николай Борисов был посмертно удостоен высокого звания Героя Советского Союза. Также был награждён орденами Ленина, Красного Знамени, Отечественной войны 2-й степени, Красной Звезды, а также рядом медалей.